# Zygogynum cristatum
Zygogynum cristatum är en tvåhjärtbladig växtart som beskrevs av W. Vink. Zygogynum cristatum ingår i släktet Zygogynum och familjen Winteraceae. Inga underarter finns listade.